# Gabriela Zapolska
Maria Gabriela Janowska, bolj znana pod psevdonimom Gabriela Zapolska (30. marec 1857, Podhajce, Ukrajina † 17. december 1921, Lvov, Ukrajina) je bila poljska igralka, pisateljica, publicistka, dramaturginja in umetnostna kritičarka. 
Delovala je v obdobju naturalizma in Mlade Poljske. Pisala je satirične komedije, drame in romane.

## Življenje
Rodila se je v vasi Podhajce v regiji Volin na severozahodu Ukrajine kot najstarejša hči posestnika in generala Wincenta Korwina Piotrowskega in nekdanje balerine Józefe Karske. Šolala se je na domu in kratek čas prebivala v raznih internatih v Lvovu. Leta 1876 se je poročila z mladim plemičem in častnikom ruske vojske Konstantinom Śnieżkom-Błockim, zakon pa se je kmalu nesrečno končal, podobno tudi njen drugi zakon s slikarjem Stanisławom Janockim in vse naslednje zveze. Razlog za to je precej kritičen, včasih celo sovražen odnos Zapolske do moških, ki se je odražal tudi v njenih delih. 
Že od zgodnjih let si je želela postati igralka, ampak v gledališču ni dosegla velikih uspehov, za kar je krivila moške, direktorje in režiserje, ki po njenem mnenju naj ne bi prenesli njene intenzivne osebnosti. Nastopala je s potujočim gledališčem v Galiciji, Poljskem kraljestvu in v Poznanju, na razvoj njene igralske in literarne ustvarjalnosti pa je pomembno vplivalo igranje v pariškem naturalističnem gledališču Theatre Libre med letoma 1890–1895, kjer se je seznanila z evropskim gledališčem in novo modernistično smerjo v poeziji, slikarstvu in dramatiki. Po vrnitvi v domovino je še naprej nastopala s potujočim gledališčem, leta 1897 pa se je preselila v Krakov in se pridružila krakovskemu gledališču pod vodstvom Tadeusza Pawlikowskega. 
Sočasno z igralsko kariero je razvijala tudi svojo literarno ustvarjalnost. Kot pisateljica je debitirala leta 1883, ko je pod psevdonimom Gabriela Zapolska v reviji Przegląd Tygodniowy (Tedenski pregled) objavila svojo kratko zgodbo Małaszka, v kateri je predstavila življenje mladega vaškega dekleta, katero neobrzdana strast pripelje do zločina. Po tem so sledile zbirke novel in romani, v katerih je brez zadržkov slikala družbene in moralne tegobe takratne poljske družbe, zaradi česar je hitro pritegnila pozornost kritikov in bralcev. 
Proti koncu svojega življenja se je zaradi osamljenosti, težke izkušnje vojne, raznih bolezni in materialnega pomanjkanja umaknila iz javnega življenja in se skorajda zaprla v svojo vilo na robu parka Łyczakowski v Lvovu. Umrla je 17. decembra 1921. 

## Književna ustvarjalnost
Kot feljtonistka in literarna kritičarka je sodelovala z raznimi časopisi, v katerih je začela objavljati tudi nekatera svoja dela. Pisala je novele, družbenokritične in psihološke romane, največje zasluge pa je prejela za svoja dramska besedila, mnoga od njih so doživela tudi odrske uprizoritve po vsej Evropi, npr. Tragedia ludzi głupich (1893), Żabusia (1897), Małka Szwarcenkopf (1897), Moralność pani Dulskiej (1906). 
Na njeno ustvarjalnost so močno vplivala dela Emila Zolaja in naturalizem. V svojih delih je prikazovala kruto življenje najrevnejših ljudi iz obrobja družbe, kot na primer služabnikov, prostitutk in judov, pri tem pa ustvarjala tipične like, kot so mestna gospa, nezvesta žena ali podrejeni mož. V likih Zapolske se je odražalo tudi njeno sovraštvo do vseh ljudi – odpor do moških in zaničevanje žensk. Vse to je vplivalo na pogoste ostre kritike njenih del, v katerih so ji očitali, da je nemoralna, razgalja telesne hibe in tabu teme ter prikazuje življenjsko nesnago. Vseeno pa se še danes po več kot stotih letih njene drame uprizarjajo po vsem svetu. 

## Dela

### Proza
- Jeden dzień z życia róży (En dan v življenju vrtnice, 1881)
- Małaszka (1883)
- Akwarele (Akvareli, 1885)
- Kaśka Kariatyda (1886)
- Przedpiekle (Pred peklom, 1889)
- We krwi (V krvi, 1891)
- Szmat życia (Poglavje življenja, 1891)
- Menażeria ludzka (Človeški zverinjak, 1893)
- Janka (1893)
- Wodzirej (Vodja, 1896)
- Antysemitnik (Antisemit, 1897)
- Zaszumi las (Gozd šumi, 1899)
- Sybir (Sibirija, 1899)
- Jak tęcza (Kot mavrica, 1902)
- A gdy w głąb duszy wnikniemy (Če prodremo v globino duše, 1903)
- Sezonowa miłość (Sezonska ljubezen, 1904)
- Córka Tuśki (Hči Tuśke, 1907)
- Pani Dulska przed sądem (Gospa Dulska na sodišču, 1908)
- O czym się nie mówi (o čemer se ne govori, 1909)
- Śmierć Felicjana Dulskiego (Smrt Felicjana Dulskega, 1911)
- O czym się nawet myśleć nie chce (Na kar ne želimo niti pomisliti, 1914)

### Dramatika
- Małka Szwarcenkopf (1897)
- Żabusia (Žabica, 1897)
- Tamten (Tisti, 1898)
- Jojne Firułkes (1898)
- W Dąbrowie Górniczej (1899)
- Tresowane dusze (Zdresirane duše, 1902)
- Mężczyzna (Moški, 1902)
- Nieporozumienie (Nesporazum, 1903)
- Jesiennym wieczorem (V jesenskem večeru, 1903)
- Moralność pani Dulskiej (Morala gospe Dulske, 1906)
- Ich czworo (Štirje, 1907)
- Skiz (Skica, 1908)
- Panna Maliczewska (1910)
- Kobieta bez skazy (Ženska brez napak, 1913)

## Uprizoritve dramskih del v Sloveniji
Morala gospe Dulske 
- Deželno gledališče v Ljubljani (SNG Drama Ljubljana), sezona 1909/1910 (rež. Hinko Nučič)
- Slovensko stalno gledališče Trst, sezona 1913/1914 (rež. Leon Dragutinović)
- Deželno gledališče v Ljubljani (SNG Drama Ljubljana), sezona 1918/1919 (rež. Hinko Nučič)
- Drama SNG Maribor, sezona 1919/1920 (rež. Hinko Nučič)
- Slovensko ljudsko gledališče Celje, sezona 1920/1921 (rež. Valo Bratina)
- Mestno gledališče Ptuj, sezona 1926/1927 (rež. Valo Bratina)
- Drama SNG Maribor, sezona 1929/1930 (rež. Vladimir Skrbinšek)

## Prevodi v slovenščino
- Morala gospe Dulske (Fran Kobal; 1910)